# Miss America X
Miss America X è l'ultimo dei motoscafi della serie Miss America, costruiti da Garfield Wood nell'arco di undici anni, dal 1920 al 1931. Fu detentore del record di velocità su acqua.
Lungo 38 piedi (11,58 metri) e largo 10 (3,04 metri), il suo apparato propulsivo era composta da quattro motori aeronautici Packard 12 cilindri a V che grazie alla sovralimentazione raggiungevano i 1800 CV l'uno.
Il 20 settembre del 1932, pilotato dallo stesso Gar Wood, è stato il primo motoscafo a superare i 200 km/h, registrando una media di 200,94 km/h (124,86 mp/h). Con questo risultato Wood detronizzò Kaye Ernest Don che deteneva il primato da due mesi e il suo record di velocità restò poi imbattuto per quasi 5 anni.